# Љубомир Недић
Љубомир Недић (Београд, 25. април 1858 — Београд, 29. јул 1902) је био српски критичар.

## Биографија
Рођен је у Београду, где је завршио основну школу и гимназију. Године 1878. уписао се на универзитет у Лајпцигу, а докторирао је 1884. Годину дана боравио је и у Енглеској. Радио је као професор филозофије на Великој школи у Београду. Покренуо је 1895. године књижевни часопис Српски преглед. Због болести пензионисан је 1899, а умро је три године касније.
Иако је по струци био логичар определио се за критику у последњој деценији живота, а најактивнији је био неколико година пред смрт. Недић је први српски критичар који одлучно раскида са сентиментално-патриотским, филолошким и позитивистичким приступом књижевном делу који су били актуелни у српском књижевном романтизму. Њега не занима биографија писца, његово политичко опредељење, друштвене прилике у којима ствара и живи или било која друга некњижевна чињеница, већ свој суд базира искључиво на вредности самог књижевног дела. Такав принцип у критици назван је естетски принцип, који ће касније преузети и усавршити Богдан Поповић.
Недић је сматрао да само праведна и строга критика може да помогне нашој књижевности да се развије, па је зато поставио високо своје критичарске критеријуме. У тој строгости Недић је дела неких признатих и слављених писаца негативно оценио, између осталих и песме Јована Јовановића Змаја и Лазе Костића. Веома је похвално говорио о поезији Војислава Илића. И поред грешака које му се спочитавају Недић се данас сматра зачетником модерне српске критике.
Поред књижевне критике Недић се бавио и превођењем. На српски језик је превео роман Оливера Голдсмита Векфилдски свештеник и књигу Куково путовање око света.
Срђ је о њему писао.